# Potter Valley (Kalifornija)
Potter Valley je naseljeno područje za statističke svrhe u američkoj saveznoj državi Kalifornija. Prema popisu stanovništva iz 2010. u njemu je živjelo 646 stanovnika.